# Betty Morrissey
Betty Morrissey (* 14. September 1907 in Brooklyn, New York City; † 20. April 1944 ebenda) war eine US-amerikanische Filmschauspielerin der Ära des Stummfilms.

## Leben
Betty Morrissey hatte mit Die Nächte einer schönen Frau ihr Filmdebüt als Nebenrolle „Fifi“. Sie spielte auch in weiteren Filmen von Charlie Chaplin wie Goldrausch (1925) und Der Zirkus (1928) in Nebenrollen mit. Bis 1931 spielte sie in zwölf Filmen, zuletzt nur noch in kleinen Nebenrollen.
Im Jahr 1931 zog Morrissey sich ins Privatleben zurück, nachdem sie 1928 den US Army First Lieutenant James A. Murray geheiratet hatte.

## Filmografie (Auswahl)
- 1923: Die Nächte einer schönen Frau (A Woman of Paris)
- 1924: What Shall I Do?
- 1924: Traffic in Hearts
- 1924: The Fast Worker
- 1925: Goldrausch (The Gold Rush)
- 1925: Lady of the Night
- 1928: Der Zirkus (The Circus)